# AVNOJ
Con l'acronimo AVNOJ si indica il Consiglio antifascista di liberazione popolare della Jugoslavia (in lingua serbocroata: Antifašističko vijeće narodnog oslobođenja Jugoslavije - in sloveno: Antifašistični svet narodne osvoboditve Jugoslavije).

## Storia

### 1ª riunione dell'AVNOJ

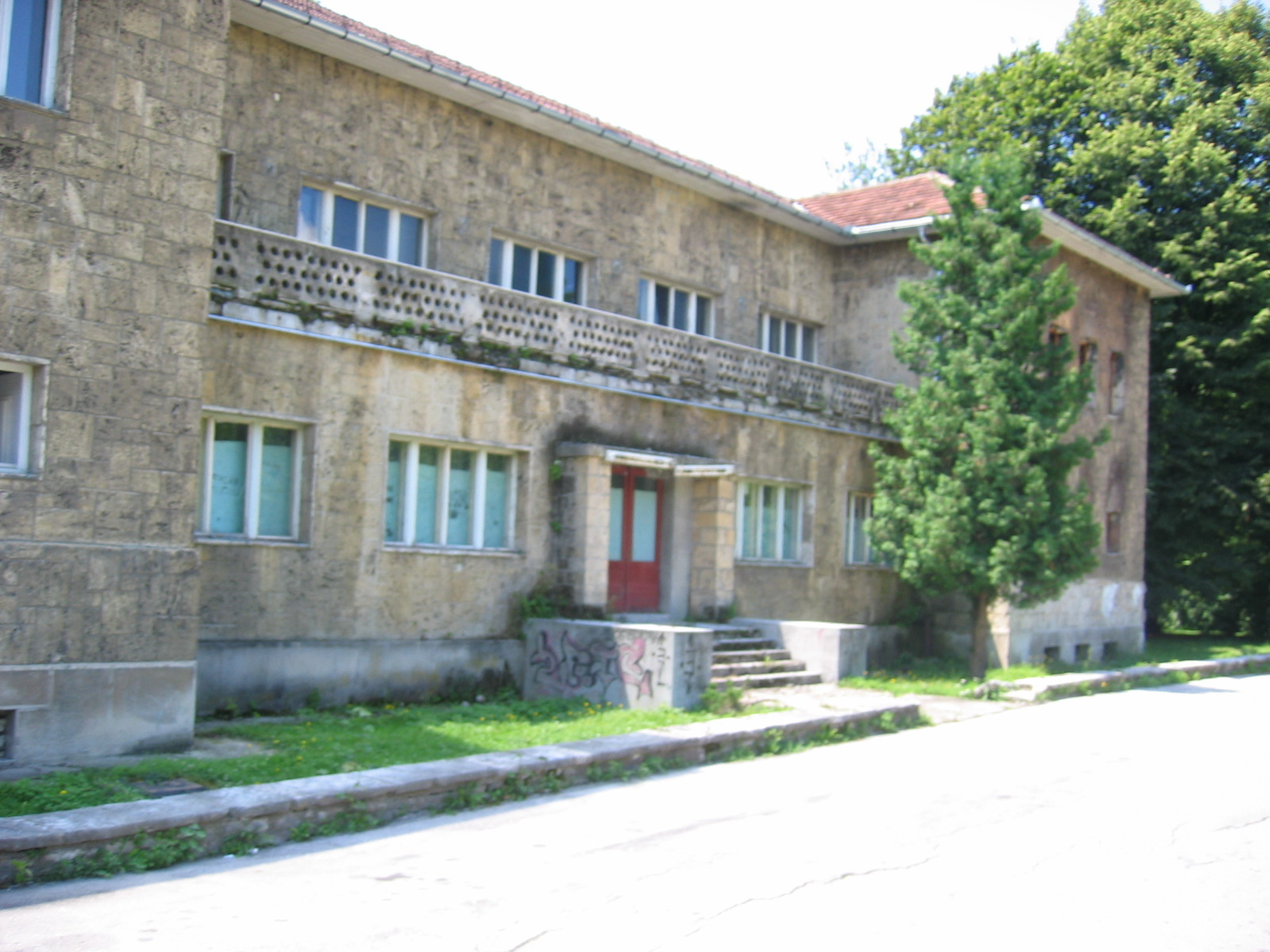
L'edificio dove l'AVNOJ si incontrò per la seconda volta a Jajce. Foto scattata nell'estate del 2005.

Dopo che l'esercito jugoslavo capitolò il 17 aprile 1941, la Jugoslavia venne spartita tra Germania, Italia, Ungheria, Bulgaria e dal neo costituito Stato Indipendente di Croazia. L'opposizione a questi regimi di occupazione causò la formazione di movimenti di resistenza e il Partito Comunista di Jugoslavia (Komunistička partija Jugoslavije - KPJ), all'epoca attivo clandestinamente, assunse il ruolo di forza principale della resistenza nello Stato balcanico.
Il 26 novembre 1942, i capi dei partigiani jugoslavi si incontrarono alla prima riunione dell'AVNOJ, a Bihać, nel nordovest della Bosnia, nella speranza di acquisire legittimazione politica. Comprendente un comitato di rappresentanti dei partigiani comunisti e non-comunisti, guidato da Josip Broz Tito, l'AVNOJ proclamò il suo sostegno per:
- democrazia;
- diritti dei gruppi etnici;
- inviolabilità della proprietà privata;
- libertà di iniziativa economica individuale per i vari gruppi.

Nel 1943 la Germania condusse delle offensive per migliorare il suo controllo sulla Jugoslavia, in previsione di una invasione Alleata della penisola dei Balcani. I partigiani combatterono le forze del colonnello Draža Mihailović, che li aveva attaccati, e in marzo sconfissero l'esercito tedesco e batterono i Cetnici in Erzegovina e nel Montenegro, nella famosa battaglia della Neretva. Tito alla fine si ritrovò con 2/3 dei suoi uomini.
A maggio comunque, tedeschi, italiani, bulgari e l'NDH (Nezavisna država Hrvatska), lanciarono un attacco finale contro i partigiani nella gola della Sutjeska, ma questi riuscirono a sfuggire all'accerchiamento (vedi Battaglia della Sutjeska). Questo episodio si rivelò un punto di svolta, e quando l'Italia si arrese in settembre, i partigiani catturarono le armi italiane, ottenendo il controllo del territorio costiero, e iniziando a ricevere rifornimenti dagli Alleati in Italia.

### 2ª riunione dell'AVNOJ

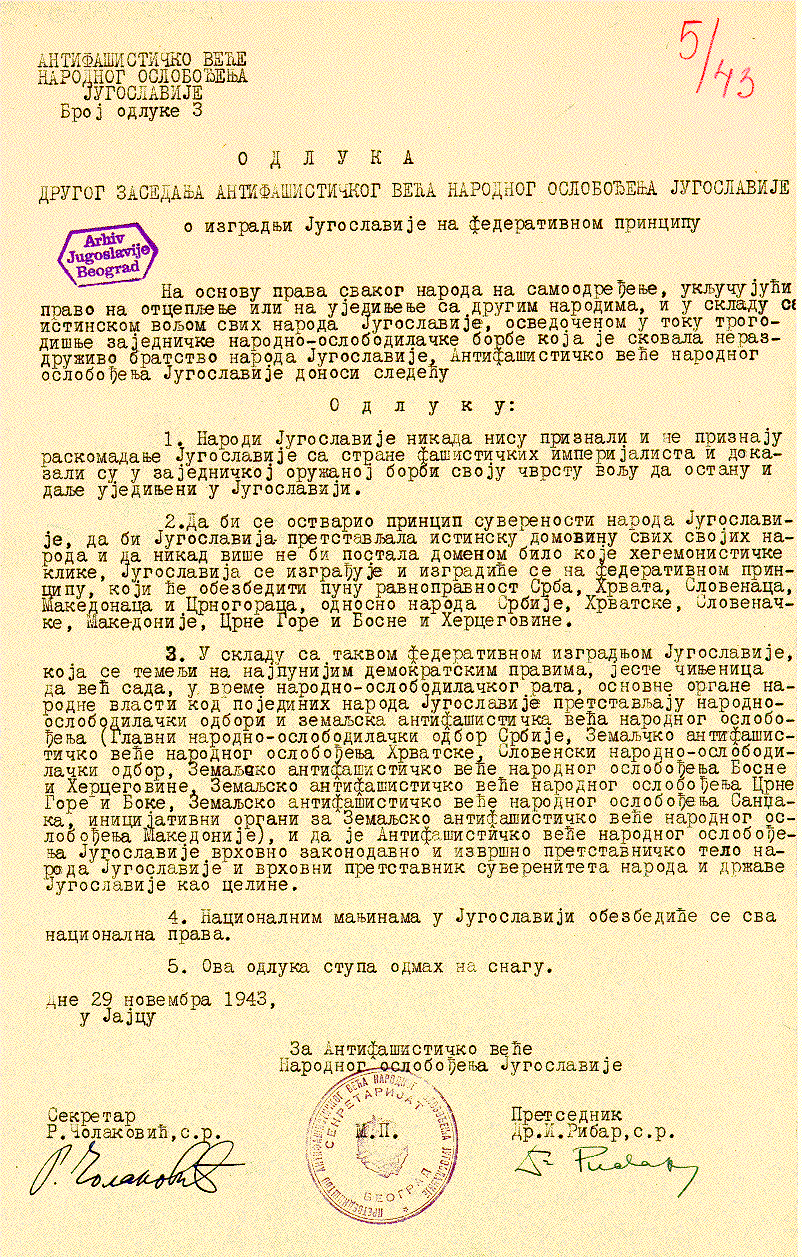
Proclamazione dell'AVNOJ di quella che sarebbe diventata la Repubblica Federale Socialista di Jugoslavia.

Nella sua seconda riunione nella città bosniaca di Jajce, dal 21 al 29 novembre 1943, Tito dichiarò l'AVNOJ come autorità esecutiva superiore. Le risoluzioni della seconda riunione dell'AVNOJ furono:
- la creazione di una Jugoslavia federale, basata sul diritto di autodeterminazione, col quale le popolazioni slave meridionali di serbi, croati, sloveni, macedoni e montenegrini, avrebbero vissuto in repubbliche costituenti aventi pari diritti;
- l'elezione di un Comitato Nazionale per la Liberazione della Jugoslavia (Nacionalni komitet oslobođenja Jugoslavije, NKOJ), con sede a Jajce, che agisse da governo provvisorio;
- la nomina di Tito a Maresciallo di Jugoslavia e a primo ministro;
- la revoca del governo jugoslavo in esilio; e
- il divieto di ritorno in patria al Re Pietro II Karadjordjević, fino allo svolgimento di un referendum popolare per decidere lo status della monarchia.

Stalin, il leader Sovietico, si infuriò quando scoprì di non essere stato informato della riunione di novembre, e sembra che vietò a Tito di dichiarare l'AVNOJ come governo provvisorio. Gli alleati occidentali comunque, non erano allarmati, poiché sapevano che i partigiani erano gli unici gruppi di resistenza jugoslava che combattevano attivamente i tedeschi.
Nel dicembre 1943, Roosevelt, e Stalin decisero di appoggiare i partigiani, mentre il Regno Unito di Winston Churchill li seguì un mese più tardi cessando l'invio di rifornimenti ai Cetnici. La prima delegazione sovietica arrivò al quartier generale dei partigiani poco tempo dopo. Gli Stati Uniti mantennero la propria delegazione militare con Mihajlović incoraggiando i Cetnici a continuare a dare il proprio aiuto agli aviatori americani abbattuti.
Nel maggio 1944 forze di paracadutisti tedeschi attaccarono il quartier generale di Tito a Drvar (Operazione Rösselsprung - "Mossa del Cavallo"), riuscendo quasi a catturarlo. Tito scappò in Italia, e in seguito stabilì un nuovo quartier generale sull'isola adriatica di Lissa. Dopo aver dato il pieno sostegno ai partigiani jugoslavi la Gran Bretagna cercò di lavorare per una riconciliazione fra Tito e Pietro II culminato con l'Accordo Tito-Šubašić del 16 giugno 1944 e su consiglio britannico Pietro II acconsentii a rimanere fuori dalla Jugoslavia.

### 3ª riunione dell'AVNOJ
La terza riunione della AVNOJ si tenne a Belgrado dal 7 al 10 agosto 1945.

## Composizione
Di esso facevano parte le seguenti organizzazioni in ordine alfabetico per stato:
- ZAVNOBiH acronimo in lingua croata di Zemaljsko antifašističko vijeće narodnog oslobođenja Bosne i Hercegovine
- ZAVNOCG acronimo in lingua serba con caratteri latini di Zemaljsko antifašističko vijeće narodnog oslobođenja Crne Gore i Boke
- ZAVNOH acronimo in lingua croata di Zemaljsko antifašističko vijeće narodnog oslobođenja Hrvatske
- ASNOM acronimo in lingua macedone in caratteri latini di Antifašističko sobranie na narodnoto osloboduvanje na Makedonija
- SNOS acronimo in lingua slovena di Slovenski narodnoosvobodilni svet
- ASNOS acronimo in lingua serba in caratteri latini di: Antifašistička skupština narodnog oslobođenja Srbije